# Ernst Walter (Fussballspieler)

Walter auf dem Meisterbild des FCW von 1906 (untere Reihe, links aussen)

Ernst Walter (* im 19. Jahrhundert, † im 20. Jahrhundert) war ein Schweizer Fussballspieler.
Walter spielte mindestens von den Saisons 1905/06 bis 1908/09 beim FC Winterthur. Mit den Löwen wurde der Stürmer 1906 und 1908 zweimal Schweizer Meister.
Am 8. März 1908 bei der 1:2-Niederlage gegen Frankreich und am 20. Mai 1909 bei der 0:9-Niederlage gegen England kam er zu zwei Einsätzen in der Schweizer Nationalmannschaft.